# Paget Farm
Paget Farm ist ein Ort auf der Insel Bequia, die dem Staat St. Vincent und die Grenadinen angehört. Der Ort liegt im Südwesten der Insel. Südlich des Ortes liegt der J. F. Mitchell Airport.
Paget Farm war ursprünglich eine Fischer- und Walfanggemeinde, diese maritimen Aktivitäten wurden aber weniger profitabel. Tourismus spielt nur eine geringe Rolle.